# گمینا میاستچکو کراینگسکیه
گمینا میاستچکو کراینگسکیه (به لهستانی:  Gmina Miasteczko Krajeńskie) یک گمینا در لهستان است که در شهرستان پیوا واقع شده‌است. گمینا میاستچکو کراینگسکیه ۷۰٫۷۲ کیلومتر مربع مساحت و ۳٬۲۰۴ نفر جمعیت دارد.